# Uranius Antoninus
Lucius Iulius Aurelius Sulpicius Severus Uranius Antoninus byl uzurpátor římského trůnu, který v roce 253/254 n. l. ovládal provincii Sýrii. Je patrně totožný s emeským knězem Sampsigeramem, jehož jméno uvádí kronikář Malalas.
Podle nejpravděpodobnější interpretace pramenů se Uranius v průběhu léta 253 postavil na odpor perským vojskům plenícím syrská města a vytvořil přitom jakousi domobranu z místních obyvatel. Jeho zásah si vynutila občanská válka mezi císaři Trebonianem Gallem a Aemilianem, jež znemožňovala centru účinně ochránit Sýrii před plenícím oddíly perského krále Šápúra I. Uranius Antoninus přijal plný císařský titul, uhájil před Peršany Emesu, po příchodu nového císaře Valeriana na Východ však jeho stopy mizí. Většinou se soudí, že dobrovolně rezignoval na císařskou hodnost a poddal se Valerianovi.